# Lena Dürr
Lena Dürr (Múnich, 4 de agosto de 1991) es una deportista alemana que compite en esquí alpino.
Participó en dos Juegos Olímpicos de Invierno, obteniendo una medalla de plata en Pekín 2022, en la prueba de equipo mixto, y el quinto lugar en Pyeongchang 2018, en la misma prueba.
Ganó tres medallas de bronce en el Campeonato Mundial de Esquí Alpino entre los años 2013 y 2023. En la Copa del Mundo consiguió dos victorias y diecisiete podios en total.

## Palmarés internacional
| Juegos Olímpicos   | Juegos Olímpicos             | Juegos Olímpicos  | Juegos Olímpicos |
| Año                | Lugar                        | Medalla           | Prueba           |
| ------------------ | ---------------------------- | ----------------- | ---------------- |
| 2022               | Pekín (China)                | Medalla de plata  | Equipo mixto     |
| Campeonato Mundial |                              |                   |                  |
| Año                | Lugar                        | Medalla           | Prueba           |
| 2013               | Schladming (Austria)         | Medalla de bronce | Equipo mixto     |
| 2021               | Cortina d'Ampezzo (Italia)   | Medalla de bronce | Equipo mixto     |
| 2023               | Courchevel/Méribel (Francia) | Medalla de bronce | Eslalon          |